# Pusilha
Pusilha – stanowisko archeologiczne w Belize. Jego położenie na szlaku handlowym ze wschodu na zachód pozwala archeologom na historyczną ocenę drugorzędnego ośrodka Majów. Przeprowadzone wykopaliska zmieniły poglądy na społeczne i polityczne stosunki między większymi i mniejszymi miastami Majów. Badania prowadzone w Pusilha zaczęły się na początku XX wieku i trwają do dziś.

## Położenie
Pusilha znajduje się na terenie dystryktu Toledo w Belize, w mieście San Benito Poité. Położenie między rzekami Poite i Pusilha, płynącymi na wschód i na zachód, mogło mieć wpływ na to, dlaczego Majowie wybudowali kompleks miejski właśnie tutaj. Miasto jest zlokalizowane korzystnie między morzem Karaibskim na południu i górami Maya na wschodzie. Pusilha znajdowała się więc w regionie, przez który płynęły towary i idee z nizin centralnych i południowo-wschodnich peryferii położonych w Hondurasie. Wraz z dużymi miastami Majów z centralnych nizin, Caracolem i Tikálem oraz Copánem z nizin południowych, Pusilha była prawdopodobnie dużym węzłem komunikacyjnym dla całego regionu nizin.

## Wykopaliska
Pierwsze badania stanowiska zostały przeprowadzone w 1927 r. przez archeologów ekspedycji z British Museum do Brytyjskiego Hondurasu pod kierownictwem Thomasa Joyce’a. Skutkiem badań było przeniesienie najlepiej zachowanych steli do British Museum w Londynie. Badanie przyniosło szereg danych zawartych w pracy Sylvanusa Morleya The Inscriptions of Petén. Thomas Joyce również przeprowadził rozległą ocenę ceramiki w 1929 r. W ciągu minionych 70 lat przeprowadzano tam bardzo mało badań. Taki stan rzeczy zmienił się wraz z badaniami i wykopaliskami przeprowadzonymi przez Geoffreya Braswella i w ramach Pusilha Archaeological Project, rozpoczętych w 2001 r. Prowadzone do dziś wykopaliska odkryły trzy główne obszary w centrum Pusilhi, pozwalając w ten sposób na ich interpretację archeologiczną.

## Historia
W Pusilhi stwierdzono szereg okresów użytkowania. Wiadomo to dzięki analizie ceramiki, która pozwala datować stanowisko aż do późnego okresu klasycznego. Według Braswella, obecnego eksploratora stanowiska, „Stela P zaczyna się początkową datą 9.7.0.0.0. i zawiera historycznie retrospektywną datę 9.6.17.8.18 (570 r. n.e.), co oznacza, że królestwo powstało krótko przed początkiem późnego okresu klasycznego”. Stwierdził też, że wykopaliska na otaczających terenach mieszkalnych poza centrum kompleksu wydają się wskazywać na zamieszkanie we wczesnym okresie klasycznym, ale potrzeba dodatkowych wykopalisk dla potwierdzenia tego faktu dla reszty stanowiska. Zmiany w ceramice, sposobach pochówków i budownictwa połączone z naturalnym zaniknięciem inskrypcji na stelach wskazują na ciągłość osadnictwa w Pusilhi do okresu postklasycznego. Ostatnia oficjalna data, występująca w stanie nienaruszonym, to 9.18.7.10.3, czyli 798 r. n.e. 

## Polityka
Wstępne wykopaliska i badania wykazują, że pod względem politycznym Pusilha była ośrodkiem drugorzędnym. Znaleziona ceramika dowodzi, że występowały powiązania z Copánem i Quiriguá . Wydaje się też prawdopodobne, że były również stosunki z Tikálem oraz Caracolem, gdy te miasta zyskały na znaczeniu na nizinie Petén. Bazując na korzystnym położeniu Pusilhi na szlakach handlowych prowadzących na wschód i zachód, a także południkowej osi wpływów między Caracolem na północy, a Copánem na południu, można by przypuszczać, że miasto było politycznie zależne od jednego ze swoich większych sąsiadów. Jednak obecne odkrycia archeologiczne wskazują, że Pusilha zachowała niezależność.

## Elity rządzące
Dowody archeologiczne wskazują na to, że Pusilha była miastem rządzonym przez tradycyjną „elitę” majańską. Jest znanych ośmiu władców, związanych z piktogramami w godle Pusilhi z późnego okresu klasycznego i prawdopodobnie dwóch dodatkowych z okresu upadku cywilizacji Majów. Ogółem zostało znalezionych przez badaczy hieroglifów 39 osób znanych z imienia. Na uwagę zasługuje postać, która na początku była uważana za władcę Copánu na podstawie zapisów z tego miasta. K’ak’ u ti’ chan to imię władcy B z Pusilhi, jak również władcy 11 z Copánu i uważano, że jest to ta sama osoba. Dalsze badania wykazały, że żyli w tym samym czasie, ale mieli innych, znanych przodków.

## Znaczenie stanowiska
W mieście odkryto konstrukcję mostu, który przetrwał do naszych czasów. Pusilha daje pogląd na ilość i jakość steli dostępnych do badania w drugorzędnych kompleksach miejskich. Stanowisko może dać alternatywną metodę spojrzenia na to, jak Majowie rządzili się samodzielnie, co stoi w sprzeczności z powszechnie obowiązującym poglądem, że mniejsze ośrodki były podbijane i wchłaniane przez większe miasta regionu. Aby w pełni zrozumieć to miasto, należy stwierdzić, że badania i wykopaliska są na wstępnym etapie i że potrzeba znacznie więcej badań, by w pełni zrozumieć miejsce, jakie Pusilha zajmowała we wspaniałym świecie Majów.